# Зестер
Зе́стер (нім. Seester) — громада в Німеччині, розташована в землі Шлезвіг-Гольштейн. Входить до складу району Піннеберг. Складова частина об'єднання громад Ельмсгорн-Ланд.
Площа — 11,57 км2. Населення становить 1035 ос. (станом на 31 грудня 2020).

## Галерея

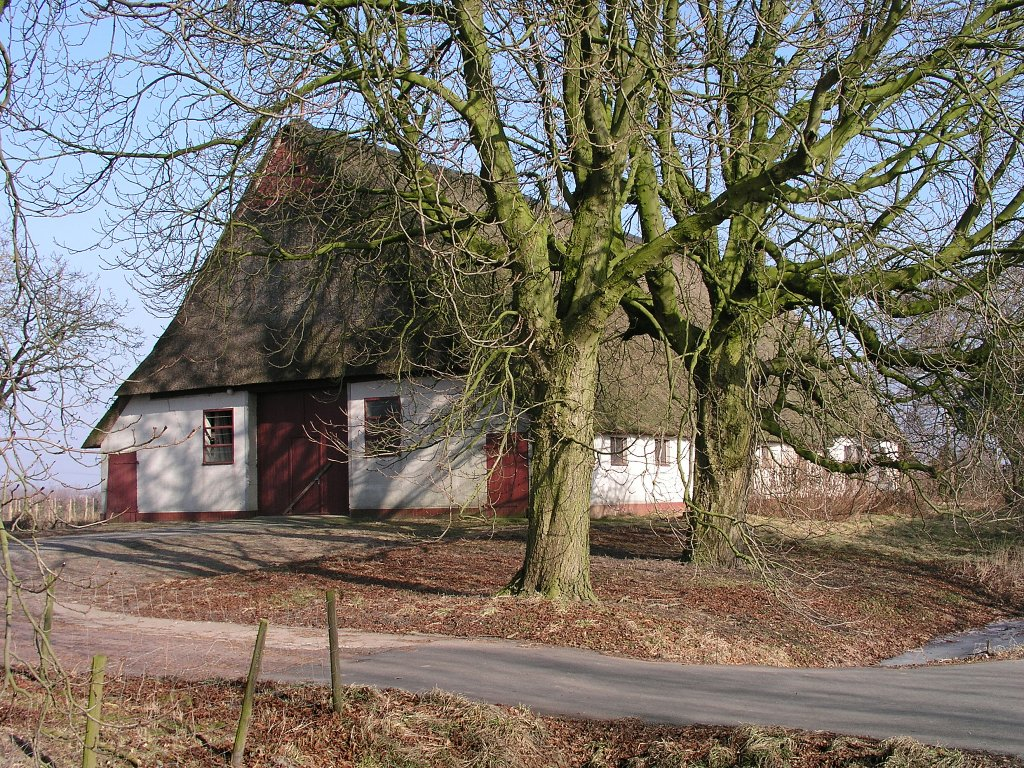
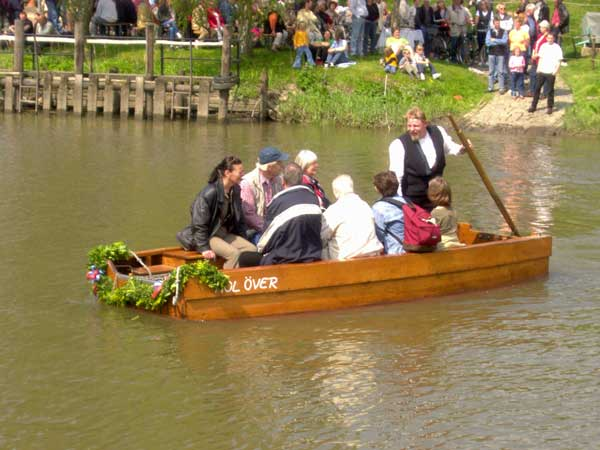
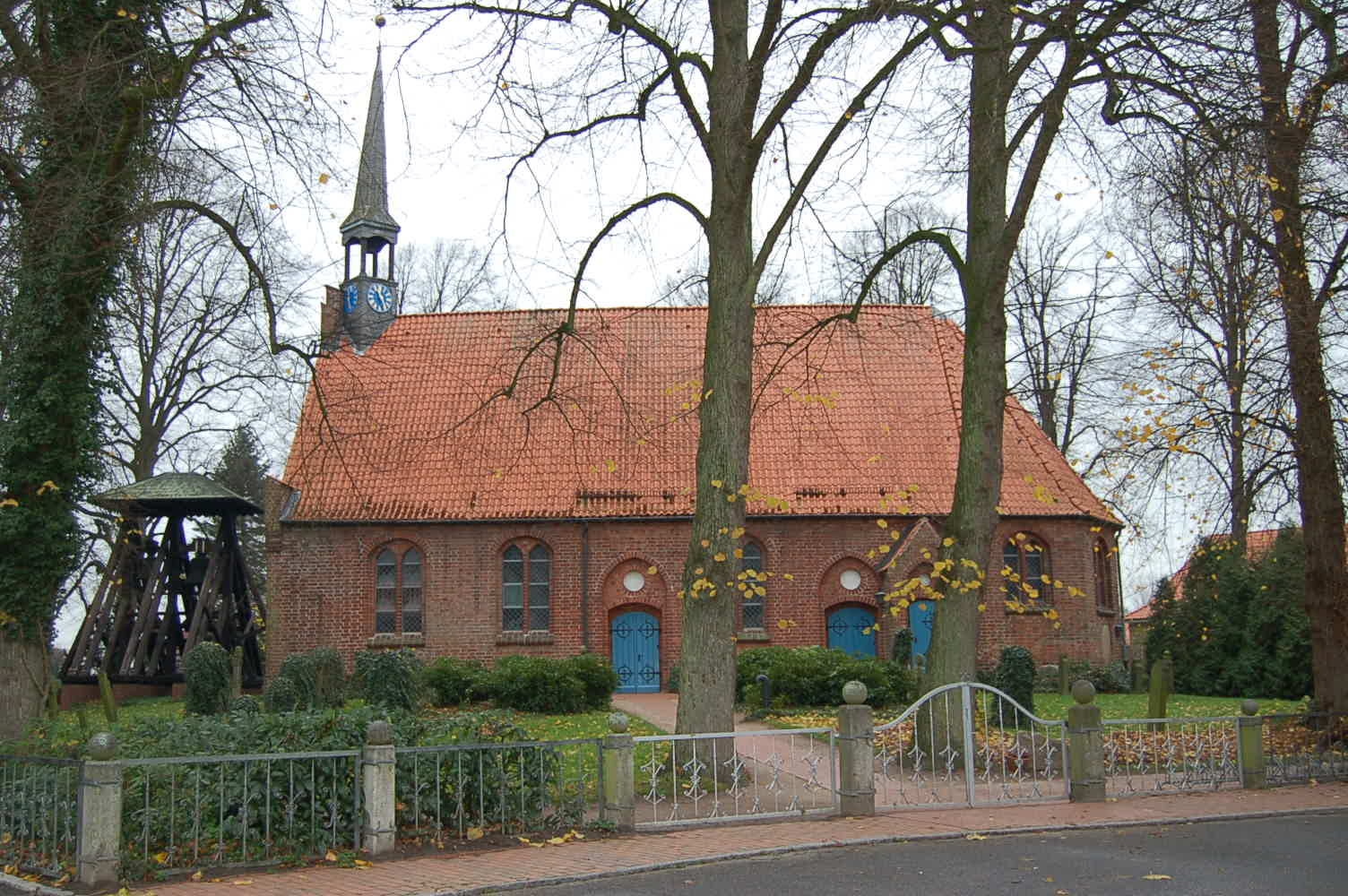